# Ubuntu One
Ubuntu One var en internettjänst som erbjöd delat lagringsutrymme. Det fanns gratis- och betaltjänster. Tjänsten lanserades 2009 och stängdes 1 juni 2014.
Tjänsten drevs av företaget Canonical Ltd., som bl.a. ger den kommersiella supporten för det fria operativsystemet Ubuntu Linux.
Ubuntu One tillät användarna att spara filer av olika slag online. Detta gjordes via överföring av vissa mappar och filer när de ändrades. Ubuntu One kom förinstallerat på Ubuntu 12.04 och Ubuntu 12.10.
Tjänsten fanns tillgänglig för Windows, Mac, Ubuntu samt iOS och Android.